# موسى فيري
موسى فيري (بالإنجليزية: Moses Phiri)‏ هو لاعب كرة قدم زامبي في مركز الهجوم، ولد في 3 يونيو 1993 في لوساكا في زامبيا. لعب مع National Assembly F.C. ‏.

## وصلات خارجية
- موسى فيري على موقع قاعدة بيانات كرة القدم.إي يو (الإنجليزية)
- موسى فيري على موقع ناشيونال فوتبول تيمز (الإنجليزية)